# 金刺尻魚
金刺尻魚，為輻鰭魚綱鱸形目鱸亞目蓋刺魚科的其中一個種。

## 分布
本魚分布於西太平洋區，包括澳洲、索羅門群島、薩摩亞群島、印尼、密克羅尼西亞等海域。

## 深度
水深3至60公尺。

## 特徵
本魚體橢圓形，全身的色彩是紅色，側邊上有很多橘色的狹窄、垂直的和不規則的金線。吻黃色，眼睛有一個細的黑色線條環眼。背鰭硬棘14枚，軟條16至17枚；臀鰭硬棘3枚，軟條17至18枚。體長可達10公分。

## 生態
本魚棲息在珊瑚與臨海礁石斜坡的海綿中，屬雜食性。

## 經濟利用
為色彩鮮豔的觀賞魚。